# 감전동

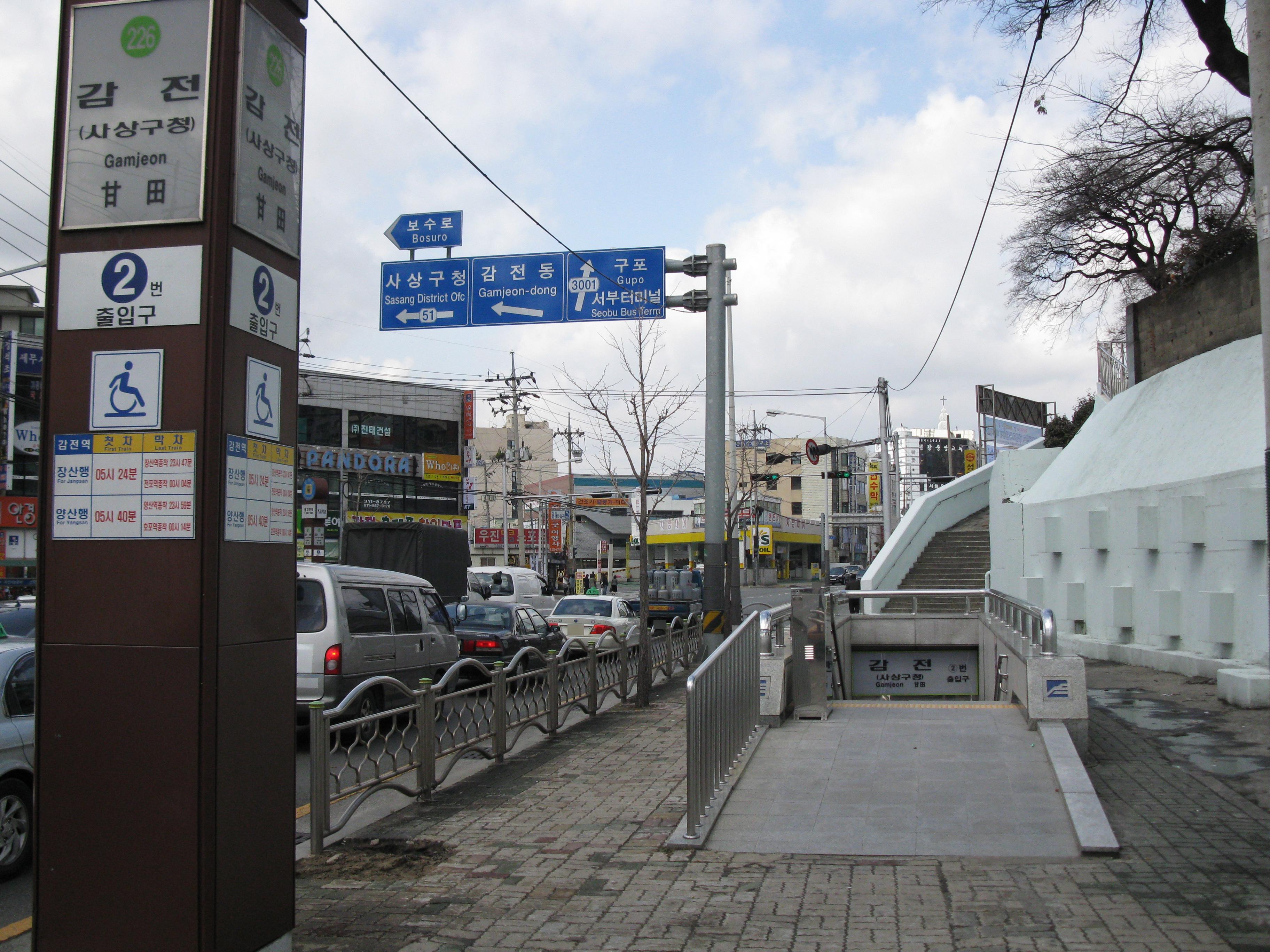
부산 도시철도 2호선 감전역

감전동(甘田洞)은 대한민국 부산광역시 사상구에 있는 행정동이다.

## 유래
감전동의 지명은 1914년 일본의 행정구역 통폐합에 의해 감동과 서전리가 합쳐지면서 생긴 이름이다. 서전(西田)은 감전동의 서쪽 낙동강변에 새로 생긴 뻘이라는 의미의 서밭에서 나온 이름이고 감동은 예전에 신을 모셨던 장소로서 검터로 불리다가 감동(甘東)이라는 지명이 생겼다고 전해진다. 검(감)은 신을 의미하는 한국어의 고어이다.
혹은, 농토가 비옥하다는 의미에서 감전이라 불린다고도 한다.
여기서 말하는 감전은 전기가 통하는 물체에 몸이 닿아 전류가 흘러 상해를 입거나 충격을 느끼는 일인 감전과는 전혀 관계가 없다.

## 역사
- 조선시대 이전의 역사는 부산 사상구 문서를 참조하라.
- 1914년 3월 1일에 일제는 감동, 서전리를 감전리로 통합하였으며 동래군으로 이속하였다.

감동 · 서전리는 모두 부산부 사상면에 속했으나 부산부가 분할되면서 동래군으로 이속되었고 처음 감전리가 생겨났다.
- 1963년 1월 1일에 부산시가 직할시로 승격되고 면이 폐지되면서 부산진구 관할이 되었다.

구의 설치로 사상출장소가 설치되었으며 사상출장소 관할이 되었다.
- 1978년 2월 15일에 부산진구에서 북구가 분리되면서 북구 관할이 되었다.

사상 지역 전체가 북구 관할이 되면서 감전동도 함께 북구 관할이 되었다.
- 1979년 8월 8일에 감전동이 행정동을 나누어 감전1동과 감전2동으로 분리하였다.
- 1995년 1월 1일에 부산직할시가 광역시로 명칭을 변경하면서 부산광역시 북구 감전동으로 개편되었다.
- 1995년 3월 1일에 북구에서 사상구가 분리되면서 사상구 관할이 되었다.

사상구 분리 이후 오늘에 이르고 있다.
- 2008년 1월 1일에 행정동인 감전1동과 감전2동을 통합하여 법정동과 동일한 감전동이 되었다.

## 교통
동 내부를 경부선과 부산 도시철도 2호선이 관통하고, 부산 도시철도 2호선의 감전역이 위치한다.

## 주요기관
사상구청, 사상공업단지, 중고차매매시장, 새벽시장